# 豊岡村 (岡山県御津郡)
豊岡村（とよおかそん）は、岡山県御津郡にあった村。現在の加賀郡吉備中央町の一部にあたる。「とよおかむら」ともいう。

## 地理
旭川支流・豊岡川（恩木川）の流域、吉備高原の浸食小起伏面上に位置していた。

## 歴史
- 1875年（明治8年）津高郡豊岡上分、豊岡下分が、それぞれ豊岡上村、豊岡下村に改称[2]。
- 1889年（明治22年）6月1日、町村制の施行により、津高郡豊岡下村、三谷村、大木村、豊岡上村が合併して村制施行し、豊岡村が発足[1][2]。旧村名を継承した豊岡下、三谷、大木、豊岡上の4大字を編成[2]。
- 1900年（明治33年）4月1日、郡の統合により御津郡に所属[1][2]。
- 1922年（大正11年）大字豊岡上で小作料永久減額を要求する小作争議が起こり、同年限りの減額で和解したが、1923年（大正12年）豊岡村小作労農組合が結成され、同年の災害発生で再び小作争議が起こった[2]。
- 1955年（昭和30年）3月31日、御津郡円城村、長田村、津賀村、豊岡村、新山村と合併し、町制施行し加茂川町を新設して廃止された[1][2]。合併後、加茂川町大字豊岡下・三谷・大木・豊岡上となる[2]。

### 地名の由来
合併村の中で中心の豊岡上村、豊岡下村の旧村名にちなむ。

## 産業
- 農業[2]

### 鉱山
- 江与味鉱山（銅、大字豊岡下）[2]

## 教育
- 1917年（大正6年）豊岡小学校に実業補習学校、畠山図書館を新設[2]。1941年（昭和16年）豊岡国民学校に改称[2]。1947年（昭和22年）豊岡小学校に改称[2]。
- 1947年（昭和22年）長田村豊岡村学校組合立御北中学校開校[2]。
- 1948年（昭和23年）御津高等学校御北分校豊岡校舎設立[2]。1949年（昭和24年）豊岡校舎は金川高等学校（のち岡山県立金川高等学校）御北分校の所属に変更[2]。